# اسرار تجاری
فرمول، طرح، روش، الگو، تکنیک، فرایند یا مجموعه‌ای از اطلاعات که به صورت کلی در دسترس یا قابل تحقیق نیست و بر اساس آن‌ها می‌توان از مزایای اقتصادی نسبت به رقبا یا مشتریان بهره‌مند شد را اسرار تجاری می‌گویند. در بعضی از حوزه‌های قضایی به این اسرار "اطلاعات محرمانه" یا "اطلاعات طبقه بندی شده" نیز می‌گویند.
در هزاران سال گذشته، رازداری از بخش‌های جدانشدنی کسب‌وکارها بوده است. به عنوان مثال، این مسئله به مناطقی از چین اجازه می‌داد تا برای قرن‌های متمادی، از پرورش و برداشت هوشمندانه کرم ابریشم سود ببرند یا خانواده‌ای در ارمنستان، با محرمانه نگه داشتن اسرار تجاری خود، به مدت ۴۰۰ سال تولیدکننده برتر سنج‌ها و سازهای بادی ارکسترال در این کشور بودند.

## تعریف
در حوزه‌های قضایی مختلف ممکن است راز تجاری به صورت متفاوت تعریف شده‌باشد، ولی سه عامل مشترک میان اکثر تعاریف وجود دارد:
- به‌صورت کلی آشنا یا قابل تحقیق برای عموم نیست؛
- باید حاوی امتیاز اقتصادی برای دارنده آن باشد؛
- به نحوی که عرفاً شایسته آن اطلاعات است، حفاظت شده باشند؛